# Клява, Оскар
О́скар Кля́ва (латыш. Oskars Kļava; 8 августа 1983, Лиепая) — латвийский футболист, защитник, тренер. Выступал за сборную Латвии.

## Клубная карьера

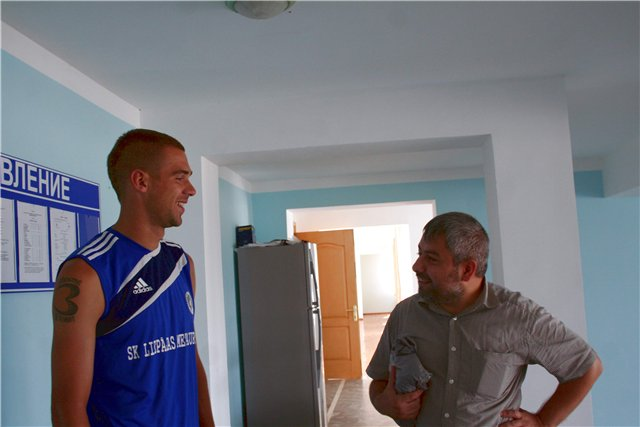
Клява в 2010 году

Клява дебютировал за «Металлург» из Лиепаи в 2002 году. 15 августа 2002 он провёл свой первый еврокубковый матч против австрийского клуба «Кернтен» в отборочном матче Кубка УЕФА 2002/03, в которой «Кернтен» победил 2:0. 28 июля 2005 года он забил первый мяч в еврокубках в игре против фарерского клуба НСИ из Рунавика в первом квалификационном раунду Кубка УЕФА 2005/06.
В январе 2008 Клява находился на просмотре в английском «Лидс Юнайтед».
В августе 2010 года перешёл в махачкалинский «Анжи». За клуб из столицы Дагестана в Премьер-лиге дебютировал в матче 17-го тура 15 августа 2010 года в выездной игре против московского ЦСКА, выйдя на замену Митару Пековичу.
В августе 2011 года на полгода отдан в аренду в «Химки». 25 июля 2012 года подписал однолетний контракт с возможностью продления ещё на год с азербайджанским клуба «АЗАЛ» из Баку.

## Международная карьера
В 2002 году Оскар Клява был вызван в молодёжную команду Латвии.
3 сентября 2004 года он забил за молодёжную команду в матче против сверстников из Португалии в отборочном турнире к чемпионату Европы среди молодёжных команд, который латвийцы проиграли со счётом 1:2. 7 сентября он забил свой второй гол в том же отборочном цикле в ворота молодёжной сборной Люксембурга. Успешная игра в стане молодёжной команды не оставила без внимания тренерский штаб сборной Латвии, и в ноябре 2004 года он был вызван главным тренером сборной Юрием Андреевым для участия на турнире в Бахрейне.
В июне 2005 года он сыграл свой первый матч за сборную Латвии в игре против сборной Лихтенштейна в отборочном турнире к чемпионату мира 2006 года. 13 октября 2007 года он забил свой первый гол, в матче, когда Латвия добилась успеха над Исландией 4:2 в отборочном турнире к чемпионату Европы 2008 года.

## Достижения
«Металлург» (Лиепая)
- Чемпион Латвии (2): 2005, 2009
- Серебряный призёр чемпионата Латвии: (5): 2003, 2004, 2006, 2007, 2008
- Бронзовый призёр чемпионата Латвии: (1): 2002
- Обладатель Кубка Латвии (1): 2006
- Финалист Кубка Латвии (2): 2002, 2005
- Чемпион Балтийской лиги (1): 2007